# Vražić
Vražić (cyr. Вражић) – wieś w Bośni i Hercegowinie, w Republice Serbskiej, w gminie Šipovo. W 2013 roku liczyła 282 mieszkańców.